# Bitay Enikő
Bitay Enikő (Kolozsvár, 1960. június 4. –) erdélyi mérnök-informatikus, habilitált  egyetemi tanár, az MTA külső tagja, az EME főtitkára, majd elnöke.

## Életpályája
Középiskolai tanulmányait a Brassai Sámuel Líceumban végezte, 1979-ben érettségizett. 1984-ben mérnöki diplomát szerzett anyagtudományban, metallurgia-öntészet szakirányban Szerszámtervezőként kezdett dolgozni a Tehnofrig vállalatnál 1984-ben, majd 2000-től 2007-ig az Erdélyi Múzeum-Egyesület tudományos munkatársa, 2006-tól 2022-ig főtitkára, 2022-től elnöke. 2007-től a Sapientia egyetemi docense, majd 2022-től egyetemi tanára. 2016-tól a Magyar Tudományos Akadémia külső tagja. Szakterülete a műszaki anyagtudomány, ezen belül a műszaki anyagtudomány és technológia, alkalmazott informatika, lézeres felületkezelés, mikroszerkezetek vizsgálata, különleges bioanyagok lézersugaras megmunkálása, nemesíthető acélok plazmanitridálása, erdélyi műszaki örökségfeltárás, oktatásfejlesztés témái.

## Tanulmányok
- 2007, 2008: mérnök–informatikus, GDF Budapest, Kolozsvári Műszaki Egyetem; Számítástechnika, automatizálási szakirány;
- 2003: PhD, Kolozsvári Műszaki Egyetem, Műszaki tudományok doktora, mérnöki anyagtudomány szakirány; Témavezető Pálfalvi Attila professzor, a disszertáció címe: Tratament superficial cu laser al oţelurilor cu conţinut redus de carbon. (Kis karbontartalmú acélok lézeres felületkezelése, Laser Surface Treatment of Low Carbon Steels);
- 2001: minősített oktató távoktatásban, GDF Budapest, Magyarország;
- 1997: posztgraduális képzés: Végeselem-módszerek, Zaragozai Egyetem (Spanyolország), INSA Toulouse (Franciaország), Kolozsvári Műszaki Egyetem (Tempus);
- 1997: posztgraduális képzés: Internetalkalmazások, a Zaragozai Egyetem és a Kolozsvári Műszaki Egyetem (Tempus rendezvénye), Kolozsvár;
- 1994: számítástechnikai képzések munkaállomásokon: “UNIX User Commands” és “CAD/CAM Euclid3”, Sirom Graphics Trading, Brassó, Románia;
- 1992: informatikai képzés: Számítógéppel segített tervezés Turbo Pascal segítségével, Informatikai és Management Intézet, Bukarest, Románia;
- 1992: posztgraduális tanfolyam: Interaktív CAD/CAM, Miskolci Egyetem, Ábrázoló Geometria Tanszék, Miskolc, Magyarország;
- 1984: mérnök, anyagtudomány, metallurgia-öntészet szakirány, Gépész Kar, Kolozsvári Műszaki Egyetem;
- 1983: pedagógusképzés, Kolozsvári Műszaki Egyetem.

## Oktatási tevékenység
- Számítógépes tervezés és alkalmazott informatika a Tehnofrig üzemében 1993–1999 között
- Számítógépes tervezés és alkalmazott informatika a Gábor Dénes Főiskolán távoktatásban 1996–2008 között
- Anyagtudomány, anyagtechnológia és korszerű anyagok hasznosítása a Sapientia Erdélyi Magyar Tudományegyetemen 2007 óta

## Díjak, elismerések
- Gábor Dénes-érem, Gábor Dénes Főiskola (2003. május 17. Kolozsvár)
- Arany János-érem, Magyar Tudományos Akadémia (2004. november 19. Kolozsvár)
- Mikó Imre-emlékérem, Erdélyi Múzeum-Egyesület (2009. november 20. Kolozsvár)
- Gépészmérnöki Kar Emlékérme, Miskolci Egyetem Gépészmérnöki és Informatikai Kar (2010. április 24. Miskolc)
- Arany János-díj a tudományos kutatásért, Magyar Tudományos Akadémia (2012. május 7. Budapest)[3]
- Anyagtudós főgépész-díj, Erdélyi Magyar Műszaki Tudományos Társaság (2013. április 27. Arad, OGÉT)
- Tiszteletbeli Polgár, Óbudai Egyetem, (2013. július 11. Budapest)
- In Memoriam Gábor Dénes oklevél, Novofer Alapítvány a Műszaki-Szellemi Alkotásért (2014. december 18. Budapest)
- Magyar Arany Érdemkereszt, 2020. március[4]